# Telegraphon

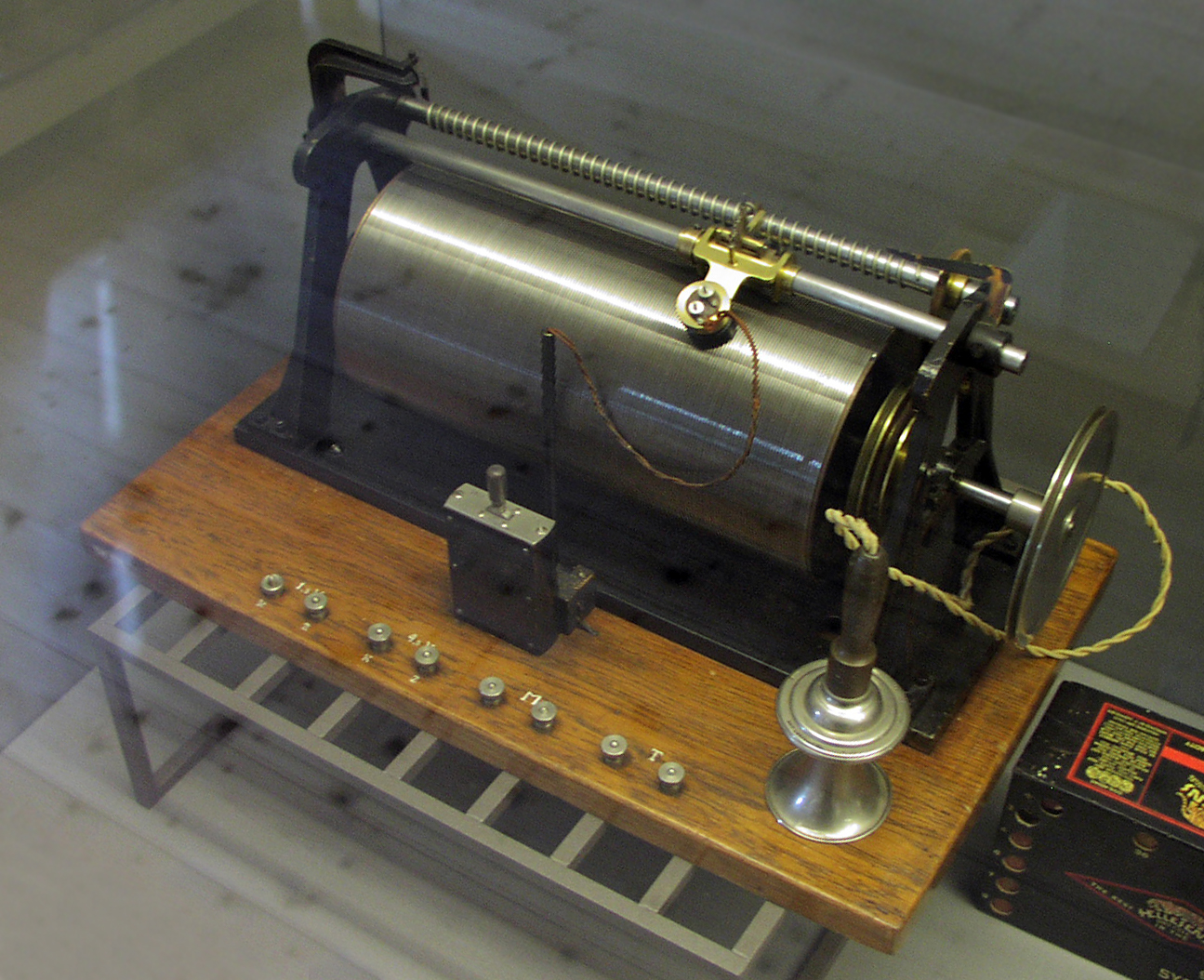
Telegraphon von Valdemar Poulsen (1898)

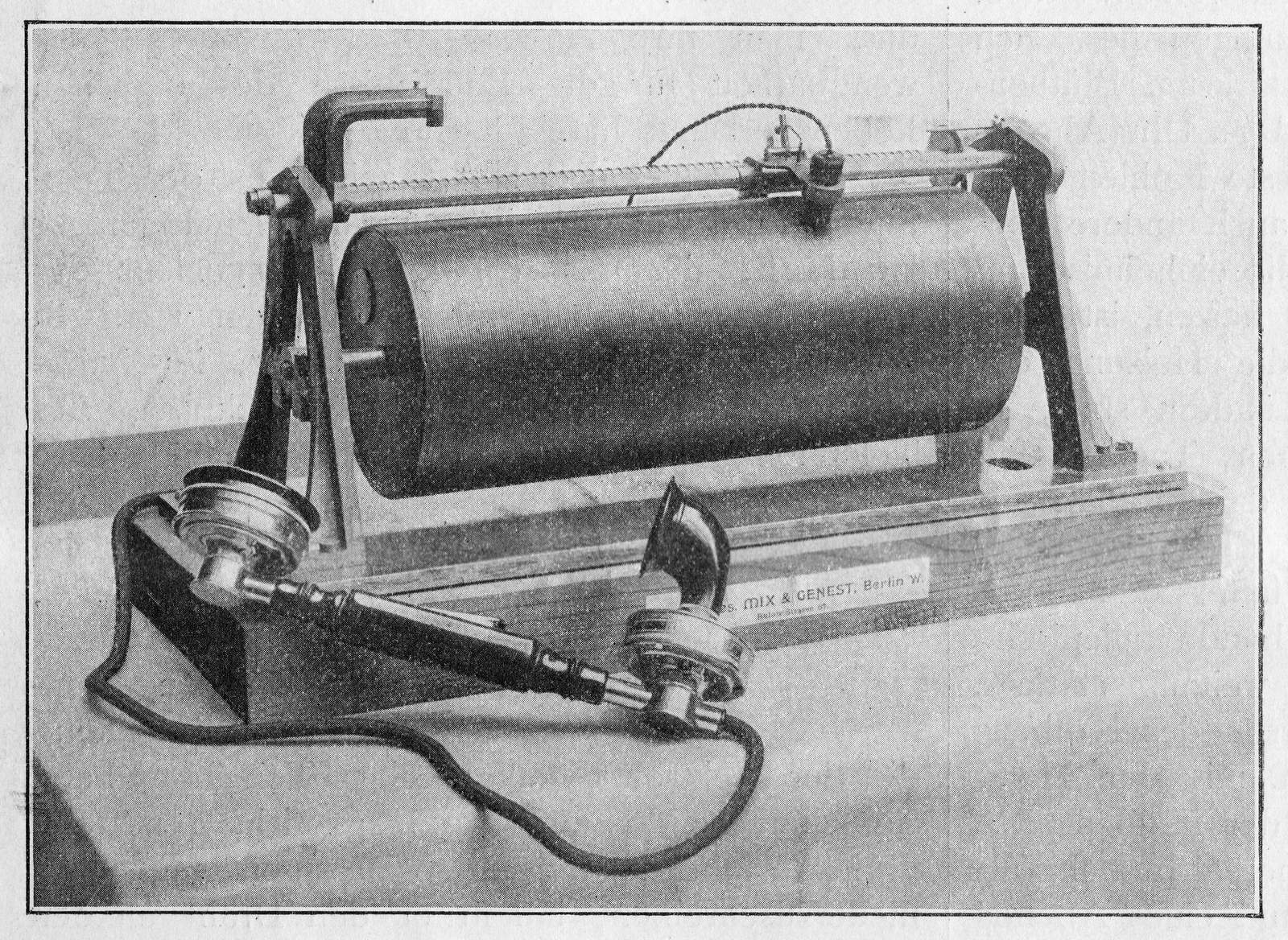
Draht-Telephonograph der Mix & Genest AG, Berlin (1900)

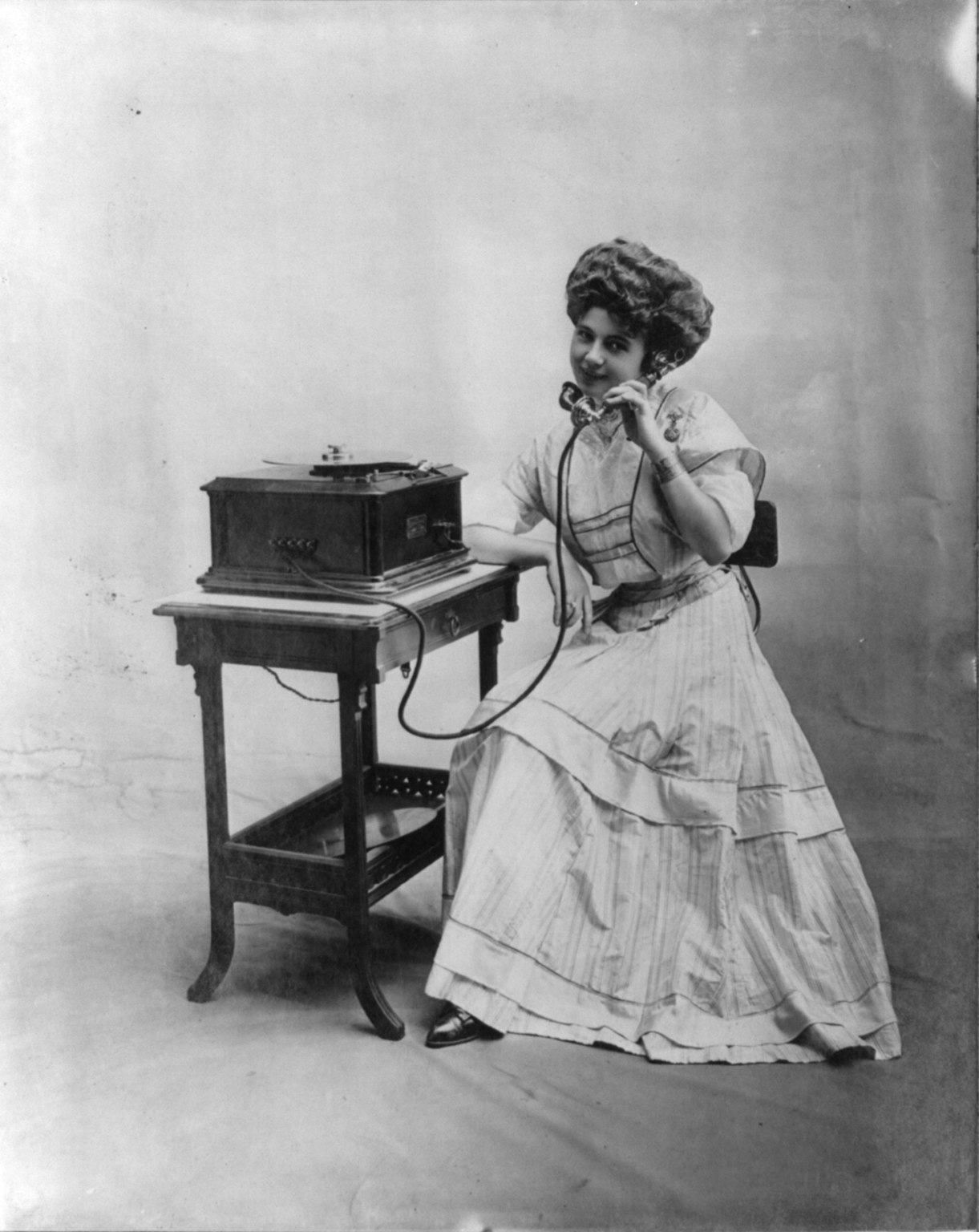
Telegraphon mit Stahlscheibe als Aufzeichnungsmedium (1907)

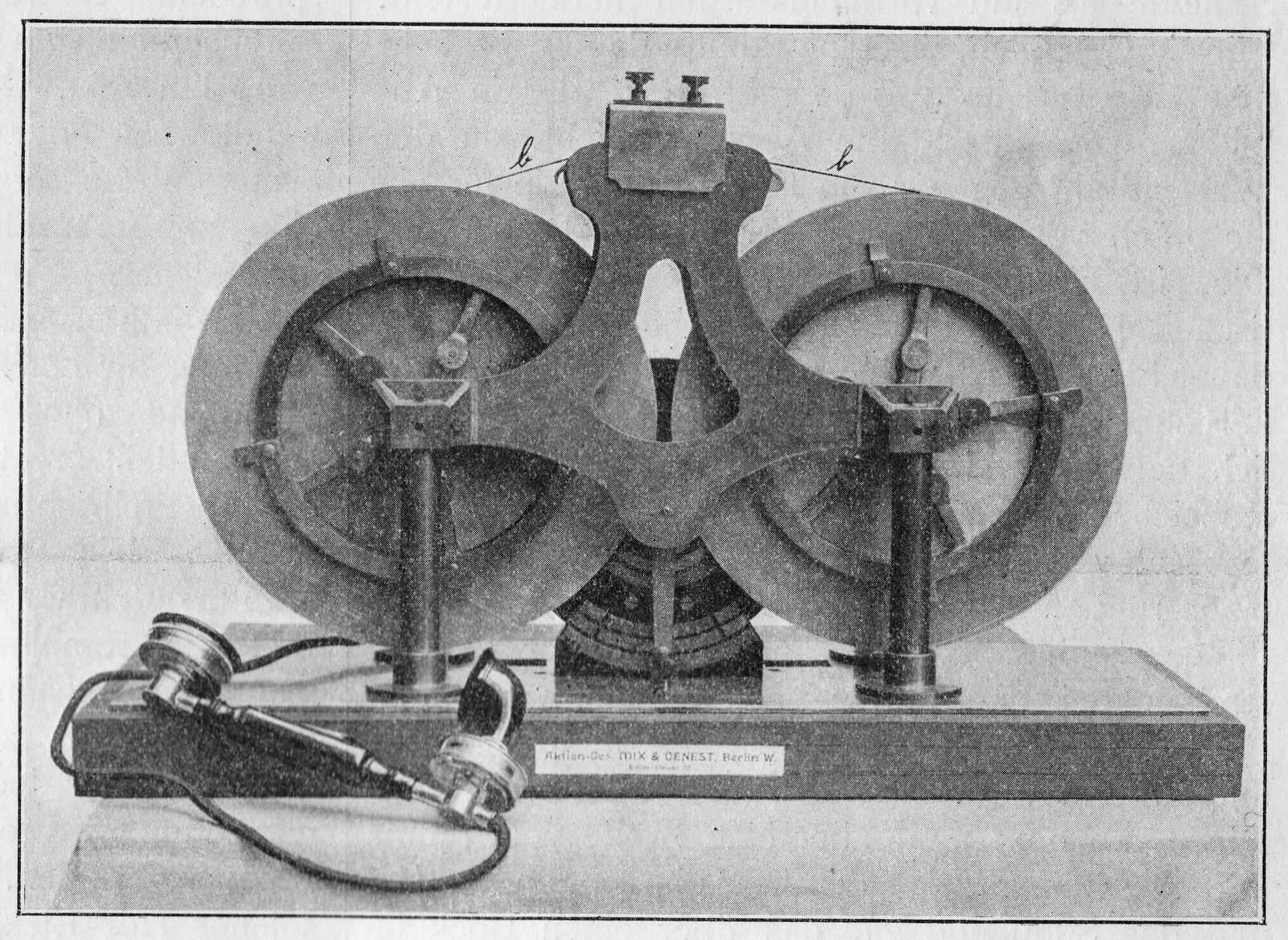
Der verbesserte Apparat mit einem Stahlband auf Spulen

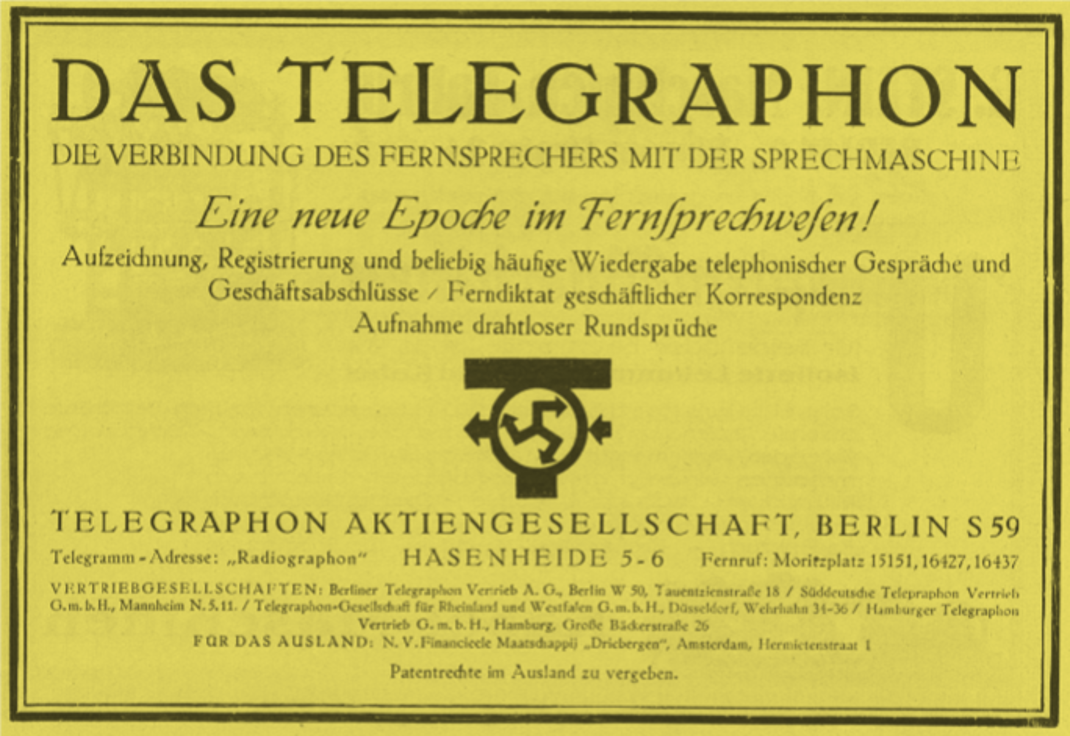
Anzeige der Firma Telegraphon AG (1923)

Das Telegraphon war eine Erfindung des dänischen Elektroingenieurs Valdemar Poulsen aus dem Jahr 1898. Es handelt sich dabei um das erste funktionsfähige Gerät zur Aufzeichnung von Sprache und Ton mit Hilfe von elektromagnetischer Induktion, das bei seiner Vorstellung „in der Fachwelt besonderes Aufsehen erregt hat“.:553

## Technik und Nutzungsgeschichte
Als Trägermedium diente zunächst ein Klaviersaitendraht aus Stahl, der auf eine Walze aufgewickelt war, später ein Stahlband, das zwischen zwei Spulen verlief.
Valdemar Poulsen nannte das Gerät zunächst Telephonograph. Diese aus Telefon und Phonograph zusammengesetzte Bezeichnung verwendete aber auch der französische Ingenieur Jules Ernest Othon Kumberg für seine Erfindung, einen frühen Vorläufer des Anrufbeantworters. Ebenso wie Kumberg verfolgte Poulsen die Idee, eine technische Lösung für das Problem zu finden, dass ein Anrufer keine Nachricht hinterlassen konnte, wenn der Angerufene mal nicht sofort erreichbar war. Kumberg verwendete die übliche, schon von Thomas Alva Edison seit 1888 bekannte Technik der Aufzeichnung auf eine Walze aus Wachs. Poulson setzte auf ein neuartiges Verfahren und konzentrierte sich daher nicht nur auf den Anrufbeantworter, sondern zog bald alle für die Schallaufzeichnung denkbaren Einsatzmöglichkeiten für seine Geräte in Betracht.

„Es bedarf keiner näheren Beleuchtung, dass die Erfindung des Telephonographen von erheblicher Bedeutung namentlich für die vielfältigen Zwecke des geschäftlichen Lebens werden kann. […] Ich schließe mit dieser Darlegung einer Erfindung, deren sicher zu erwartende Einführung in die Praxis die Telephonie in der Zukunft vielleicht zu heute noch ungeahnten Zielen führen wird.“

Man dachte z. B. an einen Einsatz als Anrufbeantworter, wenn auch zunächst im Nur-Ansage-Modus:

„Um ihn als Ferngesprächsschreiber zu verwenden, schaltet der Telephonabonnent für die Zeit seiner Abwesenheit einfach an sein Telephon ein Telegraphon an, dessen in sich geschlossenes, auf einer Trommel drehbares Band mit einer kurzen Mittheilung besprochen wurde, wie: Bitte, um 6 Uhr nochmals anzurufen.“

Im Jahre 1916 stellten die Berliner Ingenieure Seelau und Newman schließlich die Idee für einen Anrufbeantworter mit Ansage- und Aufnahmefunktion vor, der auf dem Telegraphon basierte und am Telefonapparat angeschlossen werden konnte. Es war sogar daran gedacht, den Zugriff von Unbefugten auf die Aufnahme zu verhindern, indem der Apparat verschließbar war. Ob die Idee tatsächlich umgesetzt oder gar vermarktet wurde, ist unklar.
Poulsen stellte in kurzer Folge zunächst in Dänemark und dann im Deutschen Reich einen Patentantrag, danach auch in zahlreichen weiteren Staaten. Einige Jahre zuvor hatte schon Oberlin Smith aus den Vereinigten Staaten eine vergleichbare Idee gehabt, aber kein funktionsfähiges Gerät konstruiert und bis zu diesem Zeitpunkt auch noch kein Patent angemeldet.
Die mit Unterstützung des deutschen Telefonherstellers Mix & Genest verbesserte Version des ersten Telegraphons erhielt einen Grand Prix, als Poulsen sie im Palais de l’Electricité der Pariser Weltausstellung im Jahr 1900 erstmals der Öffentlichkeit präsentierte. Wilhelm Exner, der Generalkommisär der Österreichischen Abteilung für Paris, erwarb sofort ein Exemplar im Namen des österreich-ungarischen Handelsministeriums. Am 12. Mai 1902 führte Exner das Telegraphon (zusammen mit einem Edison-Phonographen) in seinem Physiologischen Institut vor. Einige der anwesenden Theologen durften ihre Stimme aufnehmen. Hierbei konnte ein Phänomen beobachtet werden, das noch heute jeder nachvollziehen kann, der zum ersten Male eine Aufnahme der eigenen Stimme hört: „Interessant ist es, daß Niemand seine eigene Stimme wiedererkannte und erst nach den Versicherungen Anderer an ihre Aehnlichkeit glaubte.“

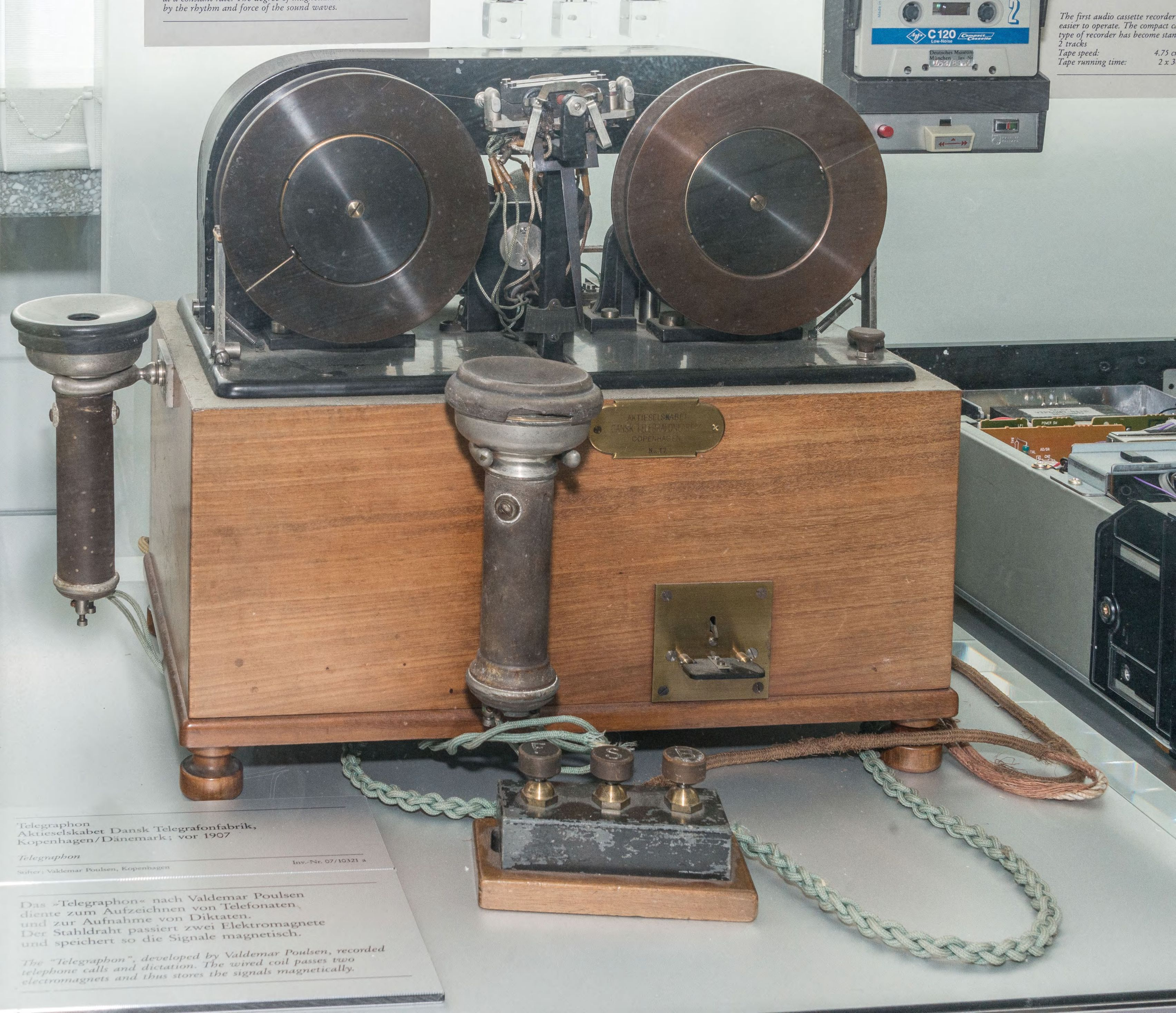
Telegrafon zur Tonaufzeichnung in der Sammlung des Deutschen Museums (München)

Ein Jahr später wurde das Gerät mit weiteren österreichischen Erwerbungen für vier Wochen im Kunstsalon Gustav Pisko in Wien ausgestellt. Am 12. Oktober 1901, dem Eröffnungsabend der Ausstellung, wurde es auch dem österreichischen Kaiser Franz Joseph I. vorgeführt. Poulsen war aus Kopenhagen angereist und ließ sich durch zwei Repräsentanten von Siemens & Halske bei der Präsentation unterstützen, deren Firma inzwischen die Produktionsrechte für das Deutsche Reich, Österreich-Ungarn und das Russische Kaiserreich erworben hatte. Bei dieser Vorführung entstand eine etwa 24 Sekunden lange Aufnahme mit der Stimme des Kaisers, die heute als älteste noch erhaltene Magnettonaufzeichnung gilt.
Poulsen führte beim Telegraphon einen Elektromagneten parallel zur Achse einer mit einem langen Draht gewindeartig bespulten Walze mit, wobei die Pole des Magneten die einzelnen Drahtwindungen umfassten. Die von einem Mikrofon ausgehenden Sprechströme wurden dabei der Spule des Elektromagneten zugeführt, zwischen dessen Polen der Stahldraht mit hoher Geschwindigkeit durchlief. Die Sprechströme magnetisierten dabei den Draht von beiden Seiten und zeichneten entlang der Laufrichtung ein den Sprechströmen entsprechendes Muster von Feldlinien auf. Führte man nach beendeter Aufnahme denselben Draht wieder in der gleichen Richtung an dem Elektromagneten vorbei und verband diesen mit einem Telefonhörer, so beeinflusste die magnetische Aufzeichnung die Spannung der Spule, wodurch die Membran im Hörer zu Schwingungen angeregt wurde, die ein den aufgezeichneten Schallwellen entsprechendes Geräusch erzeugte. Diese Wiedergabe ließ sich ohne Verschleiß beliebig oft wiederholen. Auch Gespräche, die aus weiter Entfernung über eine Leitung kamen, ließen sich damit aufzeichnen. Um die Aufnahme zu löschen, wurde ein kräftiger Magnet oder Elektromagnet über den Draht geführt.
Es existierten auch zwei Varianten: Der Stahldraht wurde bei der einen durch einen Stahlzylinder, bei der anderen durch eine Stahlscheibe von 13 cm Durchmesser und 0,5 cm Dicke ersetzt. Letzteres Modell des Telegraphon war daher in Form eines Grammophons ausgeführt, und die Aufnahme konnte bei Postversand der Stahlscheibe am Zielort mit einem entsprechenden Gerät wiedergegeben werden.
Obwohl ein verbessertes Modell mit einer Laufgeschwindigkeit des Stahldrahts von 2,13 m pro Sekunde bis zu 30 Minuten am Stück aufzeichnen konnte, hielt sich die Nachfrage in Grenzen. Eine andere Quelle spricht von 6000 m Draht, die für ein Gespräch von 40 Minuten ausreichen (entsprechend 2,5 m pro Sekunde). Neben der durch ein Grundrauschen getrübten Aufnahmequalität war vor allem die geringe Lautstärke ein Problem. Das technische Prinzip wurde deshalb erst zwanzig Jahre später mit Verfügbarkeit der ersten Audioverstärker bei den Drahtton- und Stahlbandgeräten der Firmen Marconi’s Wireless Telegraph Company und C. Lorenz wieder aufgegriffen.

### Einsatz in Nachrichtenredaktionen und Presse
Von besonderem Interesse war die Maschine außer bei Banken und Handelshäusern bei Nachrichtenagenturen, Korrespondenzen und Zeitungsverlagen, wo vor der Einführung des Fernschreibers der Einsatz von Pressestenographen bei der Nachrichtenübermittlung sehr hohe Personalkosten sowie zeitliche Verzögerungen verursachte. Nachdem das deutsche Reichspostministerium 1921 den Betrieb zuließ, durfte das Telegraphon von der Reichspost vermietet (nicht verkauft) werden. Das Gerät versprach, den Zwischenschritt der menschlichen Niederschrift eines Diktats zu beschleunigen und effizienter zu gestalten, indem die Aufnahme auf einer Wachswalze einem Redaktionssekretär oder Redakteur zur Übertragung in ein Schreibmaschinenmanuskript übergeben wurde. Der Einsatz wurde vielfach praktisch erprobt, etwa bei der Telegraphen-Union. Das Interesse der Redaktionen sank jedoch schnell. Für brauchbare Aufnahmen waren die Telefon-Fernleitungen technisch zu unzuverlässig. Im hektischen aktuellen Nachrichtengeschäft erwiesen sich die Geräte als untauglich. Auf die häufigen technischen Störungen, Rauschen und Unterbrechungen, unklare Diktate der auswärtigen Korrespondenten sowie notwendige Nachfragen und inhaltliche Klärungen bei sensiblen Meldungen konnten nur Menschen sofort flexibel reagieren.